# 咪唑啉酮

2-咪唑啉酮的化学结构

4-咪唑啉酮的化学结构

咪唑啉酮（英語：imidazolidinones）是一类结构与咪唑相似的五元杂环化合物。咪唑啉酮含有饱和的C3N2主链，但是2或4位也会包含尿素或酰胺官能团。

## 2-咪唑啉酮
2-咪唑啉酮是环状尿素。1,3-二甲基-2-咪唑啉酮是一种极性溶剂和路易斯碱。包含这个环的药物包括咪达普利。1,3-二羟甲基咪唑啉酮是在制作耐皱衣服里用到的试剂。

## 4-咪唑啉酮
4-咪唑啉酮可以在两部内由苯丙氨酸制备（首先用甲胺进行胺化，再用丙酮把它缩合）：
咪唑啉酮催化剂的运作原理是在达成化学平衡时生成亚胺离子，它们含有来自α,β-不饱和醛（烯醛）和烯酮的羰基。亚胺离子的激活作用可以降低受体的LUMO。有几个4-咪唑啉酮已得到研究。

## 咪唑酮
咪唑酮是咪唑啉（二氢咪唑）的氧代衍生物。例子包括咪唑-4-酮-5-丙酸，组氨酸分解代谢后的产物。